# Бельгия во Второй мировой войне
Бельгия оставалась нейтральной с начала Второй мировой войны до германского вторжения на её территорию 10 мая 1940 года. 28 мая 1940 года бельгийские вооружённые силы капитулировали по приказу короля Леопольда III. В дальнейшем из бельгийских добровольцев были сформированы две дивизии СС (27-я фламандская и 28-я валлонская). В то же время во время оккупации на территории Бельгии активно действовало Движение сопротивления.

## Германское вторжение

### Силы и планы сторон
Бельгийская армия состояла из 18 пехотных, 2 кавалерийских и 2 егерских дивизий.
План бельгийского командования предусматривал, что участок южнее Льежа должны оборонять кавалерийские и егерские дивизии. На участке Антверпен — Льеж располагались 12 дивизий, используя Альберт-канал в качестве противотанкового препятствия. 2 дивизии были выдвинуты в предполье, к нидерландской границе. Остальные 4 дивизии занимали оборонительные позиции на реке Дейле между Антверпеном и Лёвеном. Упорная оборона Льежа и Альберт-канала не планировалась. Бельгийское командование полагало, что германское наступление можно будет задержать на 2-4 дня. По мнению бельгийского командования, этого срока было достаточно, чтобы дождаться подхода французских и британских войск. Однако бельгийские оборонительные планы не были согласованы с командованием англо-французских войск. Так, например, оборона Арденн не планировалась: с началом войны егерские подразделения произвели разрушения на дорогах в этом регионе и отступили на север; вскоре в этот сектор выдвинулись моторизованные части французских войск, но были легко отброшены обратно к границе наступавшими немцами.
На французско-бельгийской границе располагалась французская 1-я группа армий (в составе 4 армий — 28 дивизий, из них 2 моторизованные, 3 механизированные, 5 кавалерийских) и 9 британских дивизий. За ними располагался резерв главного командования — 14 дивизий.
В случае германского вторжения в Бельгию французская 1-я группа армий и 9 британских дивизий должны были немедленно занять позиции в Бельгии, причём передовые части французской 7-й армии (2 моторизованные и 1 механизированная дивизии) — достичь Антверпена уже в первый день, а остальные силы занять позиции в Бельгии в течение 3 дней, и союзное командование рассчитывало, что бельгийская армия сможет за это время задержать немецкие войска на своих восточных рубежах.
Немецкое командование предназначило для захвата Бельгии и последующего удара по Франции 6-ю (14 пехотных и 2 танковые дивизии), 4-ю (12 пехотных и 2 танковые дивизии) и 12-ю армии (11 пехотных дивизий), а также танковую группу (5 танковых и 5 моторизованных дивизий).

### Боевые действия
Германские войска перешли в наступление в 5:35 утра 10 мая 1940 года. В 6:45 французская 1-я группа армий и британский экспедиционный корпус получили приказ войти в Бельгию.

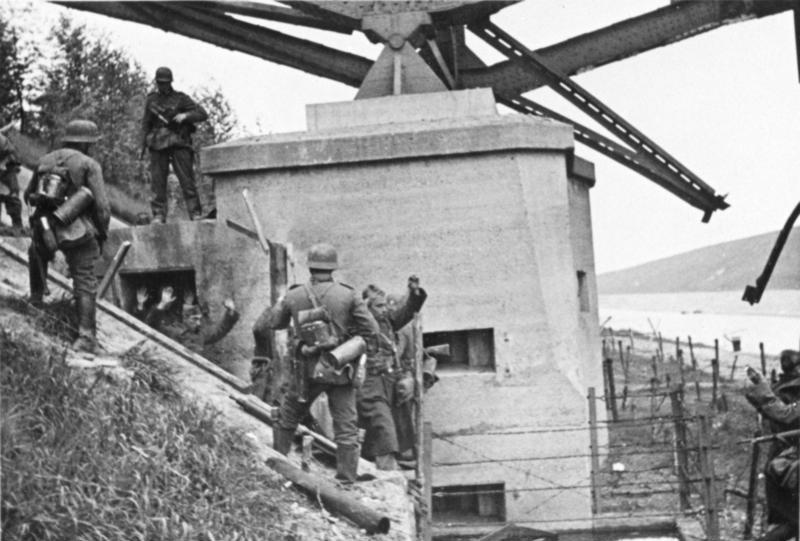
Бельгийские солдаты сдаются после десанта на форт Эбен-Эмаль, 11 мая 1940 года

Немецкая 6-я армия стремительным ударом в первый же день преодолела южную часть канала Альберта — по мостам, захваченным немецкими парашютистами. Мощный бельгийский форт Эбен-Эмаль, прикрывавший южную часть канала, также был захвачен воздушным десантом.
2 танковые дивизии 6-й армии прошли севернее Льежа и вышли в район севернее Намюра, где 13 мая натолкнулись на 2 французские механизированные дивизии, которые были отброшены к реке Дейле. 14 мая передовые части немецкой 6-й армии подошли к Дейле и вошли в соприкосновение с частями подошедших туда британских и французских войск. 15 мая сложила оружие нидерландская армия, и высвободившуюся немецкую 18-ю армию направили на северный фланг 6-й армии, а 2 танковые дивизии направили южнее.
Тем временем немецкая 4-я армия прорвала оборону бельгийской кавалерии и егерей, и уже ранним утром 13 мая немцы достигли реки Маас южнее Намюра. Бельгийцы поспешно отступали, а немцы заняли плацдарм на западном берегу Мааса и вступили в бои с французскими частями.
Также успешно наступала 12-я армия и танковая группа. В первый день они прошли через Люксембург и прорвали оборону на границе Бельгии. На второй день они отбросили пытавшуюся контратаковать французскую кавалерию. На третий день немцы перешли через бельгийско-французскую границу и захватили город Седан. 15 мая немцы разгромили французскую 9-ю армию, занимавшую участок от Намюра до Седана.
19 мая французские, бельгийские и британские войска отступили под натиском 6-й немецкой армии за реку Шельда. 21 мая немецкие танковые дивизии вышли к Ла-Маншу в северной Франции, тем самым отрезав находившиеся севернее силы Союзников.
25 мая немцы форсировали Шельду. В тот же день французские войска отошли южнее, на территорию Франции. 27 мая остатки бельгийской армии были прижаты немцами к морю, на участке в 50 км шириной. Король Бельгии, находившийся вместе с остатками своей армии, 27 мая в 17 часов отправил парламентёра к немцам, и в 23 часа того же дня подписал акт о капитуляции, вступивший в силу в 4 часа утра 28 мая 1940 года.
Потери бельгийской армии составили 6 тысяч убитыми и 200 тысяч пленными. Какой урон бельгийцы нанесли немецким войскам — неизвестно.

## Оккупация Бельгии
После капитуляции бельгийской армии 28 мая 1940 года, бельгийское правительство Г. Пьерло — К. Спаака перебралось в Лондон и объявило о продолжении борьбы с Германией.

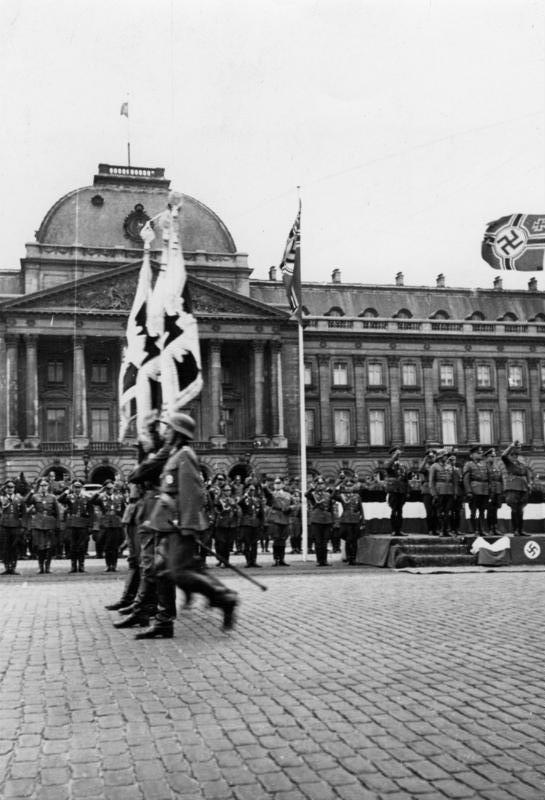
Германские солдаты на параде у Королевского дворца в Брюсселе, 1940 год

Бельгийская гражданская администрация на территории Бельгии в период оккупации подчинялась Комитету генеральных секретарей министров в Брюсселе.
В соответствии с декретом от 18 мая 1940 года бельгийские округа Эйпен, Мальмеди и Сен-Вит были присоединены к Германии. Прибрежная зона была переведена в прямое управление немецкой военной администрации (нем. Militärverwaltung). Кроме того, на Бельгию была возложена контрибуция в размере 73 млрд. бельгийских франков.
Главой оккупационного правительства Бельгии был назначен генерал Александер фон Фалькенхаузен, в обязанности которого входило не только установление порядка на вверенной ему территории, но и наиболее эффективное использование человеческого и экономического потенциала Бельгии на пользу нацистской Германии. Для осуществления этих обязанностей генералу Фалькенхаузену, кроме самих оккупационных войск, были подчинены полевая жандармерия, тайная полевая полиция, вспомогательные войска во Фландрии (нидерл. Vlaamse Wacht) и в Валлонии (фр. Garde Wallonne), а также бельгийская полиция и жандармерия. Кроме этого, в Бельгии действовали службы гестапо.
Общая численность служащих немецкой оккупационной администрации и иных немецких структур на территории Бельгии составляла 120 тыс. чел., при этом расходы на содержание оккупационной администрации были возложены на Бельгию.
В своей деятельности оккупанты опирались на поддержку со стороны местных коллаборационистов. Последовательными сторонниками Третьего рейха являлись рексисты, руководителем которых был Леон Дегрель и организации фламандских националистов «Фламандский национальный союз» и «Германо-фламандский трудовой союз». Среди коллаборационистов были руководители бельгийских социалистов: так, 6 июня 1940 года руководитель Бельгийской рабочей партии, социалист Хендрик де Ман объявил о роспуске партии.
В марте 1942 года оккупационные власти ввели принудительные работы, с ноября 1942 года началась отправка бельгийских рабочих на работы в Германию. Эти мероприятия вызвали рост антинемецких настроений в Бельгии.
В феврале 1943 года на принудительные работы в Германию отправили ещё 31 тыс. бельгийцев
В общей сложности, до освобождения Бельгии на принудительные работы в Германию было отправлено 500 тыс. жителей Бельгии (220 тыс. из них составляли военнопленные бельгийской армии и граждане Бельгии).
Первая депортация евреев из Бельгии состоялась 4 августа 1942 года. Депортации продолжались до июля 1944 года. По разным данным, от 25 437 до 25 631 еврея были отправлены в лагеря смерти, из них только 1244 пережили войну.
Поведение немецкой армии в начале оккупации было корректным, однако как внешнеполитические события (противостояние Великобритании, начало боевых действий против СССР и вступление в войну США), так и события внутриполитические (голод, обязательная трудовая повинность в Германии, политические репрессии, преследования евреев), привели к росту движения сопротивления.
Общий ущерб экономике Бельгии от немецкой оккупации составил 400 млрд бельгийских франков.

## Бельгийские добровольцы в СС

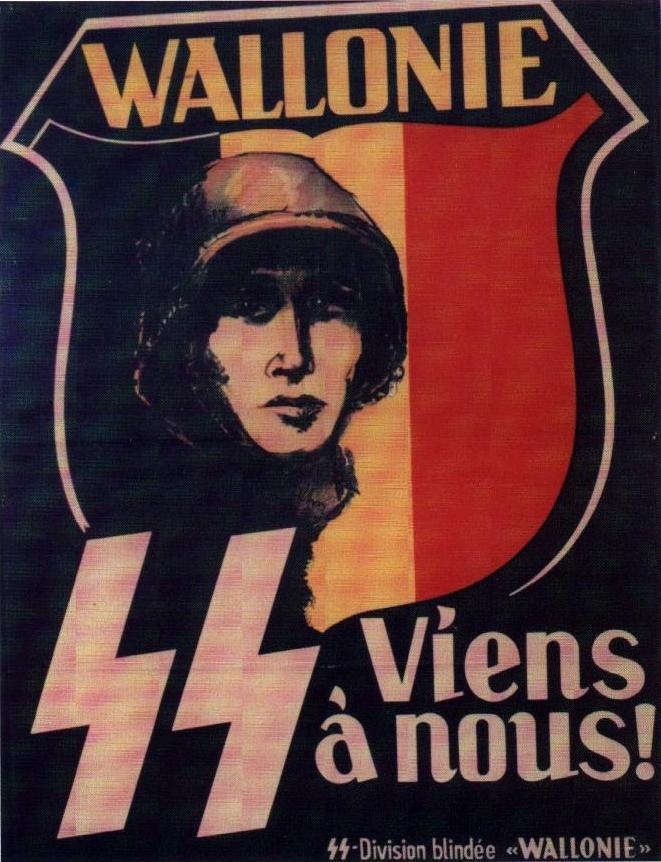
Плакат с призывом вступать в 28-ю добровольческую пехотную дивизию СС «Валлония»

После начала войны Германии против СССР в Бельгии были созданы 2 добровольческих легиона — отдельно из фламандцев и из валлонов. Они были батальонного уровня каждый. Осенью 1941 отправлены на Восточный фронт — валлонский легион на южный участок фронта (район Ростова-на-Дону, затем Северный Кавказ), фламандский легион — на северный участок фронта, под Ленинград. Оба легиона участвовали в тяжёлых боях против частей Красной Армии и понесли большие потери.
Летом 1943 года оба легиона были переформированы в бригады СС — 6-я добровольческая бригада СС «Лангемарк» и добровольческая штурмовая бригада СС «Валлония». Они по-прежнему воевали на Восточном фронте. В октябре 1944 года обе бригады были переформированы в дивизии — 27-ю добровольческую пехотную дивизию СС «Лангемарк» и 28-ю добровольческую пехотную дивизию СС «Валлония». В конце войны обе дивизии воевали в Померании, в итоге их остатки попали в советский плен.
3 валлона и 1 фламандец были награждены Рыцарским крестом, в том числе командир 28-й дивизии СС оберфюрер Леон Дегрель был награждён Рыцарским крестом с Дубовыми листьями.
В целом на стороне Гитлера на советско-германском фронте воевало около 23 000 бельгийцев.  В советском плену на 26 июня 1945 года содержались 1888 рядовых бельгийцев и 5 офицеров, а по состоянию на 1 января 1949 года был учтён за весь период плена 2021 военнопленный-бельгиец (из них 175 умерли в плену).

## Силы Свободной Бельгии
Решение короля Леопольда III сдаться 28 мая 1940 года не признали члены бельгийского правительства в изгнании (возглавляемого премьер-министром Юбером Перло), бежавшие сначала в Париж, а затем в Лондон. Под эгидой этого правительства были организованы бельгийские вооружённые силы для продолжения военных операций в составе войск Союзников, а существующие бельгийские колониальные войска в Бельгийском Конго стали частью союзных сил.
Сухопутные войска Сил Свободной Бельгии были сформированы из трех основных источников в ходе войны. Это были Force Publique в Бельгийском Конго (своего рода батальоны колониальной жандармерии), бельгийские солдаты, оказавшиеся после капитуляции страны в Великобритании и Канаде, а после сентября 1944 года — также бельгийцы, проживавшие на освобождённых территориях самой Бельгии.

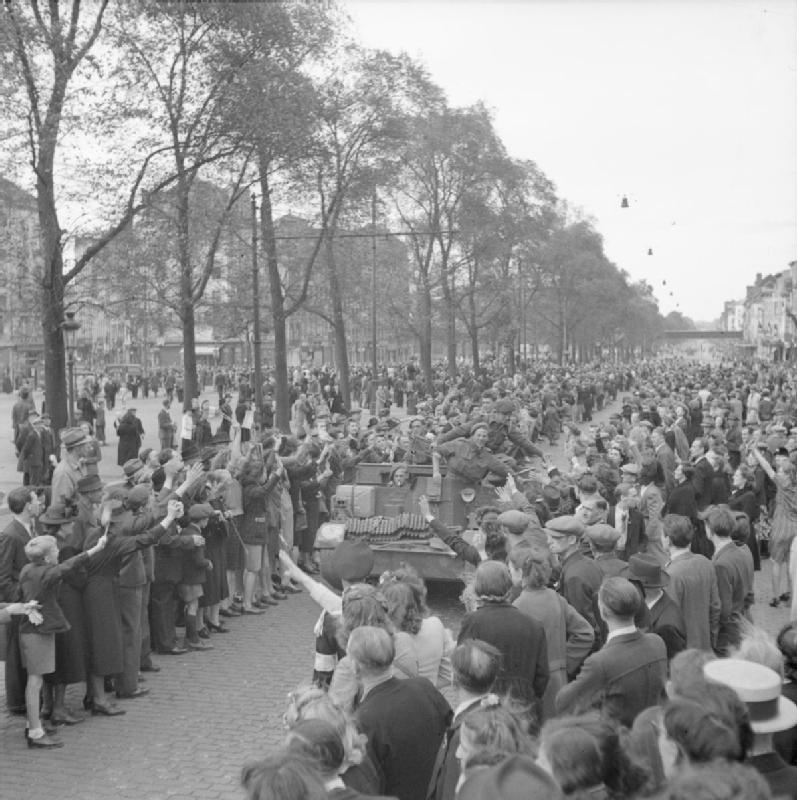
1-я бельгийская пехотная бригада входит в освобождённый Брюссель 4 сентября 1944 года

Сформированная в Великобритании 1-я бельгийская пехотная бригада, известная по фамилии своего командира Жана-Батиста Пиро как «бригада Пиро», высадилась в Арроманше, в Нормандии, 8 августа 1944 года и воевала в течение нескольких недель на побережье Нормандии в составе 1-й канадской армии. Затем, 3 сентября, она вошла в состав 2-й британской армии и была переведена в Бельгию, участвуя в освобождении своей родной страны и южной части Нидерландов.
Из бельгийских солдат в Великобритании был также сформировано подразделение британских коммандос. Оно воевало в Норвегии, Франции, на Мадагаскаре, в Италии, Югославии и Германии. В конце 1944 года было образовано ещё два подобных подразделения — из бельгийцев с освобождённых территорий, которые были членами бельгийского Сопротивления. Из бельгийцев также был создан полк (размером с батальон) Особой воздушной службы, который воевал на территории северо-западной Франции, Бельгии и Нидерландов в 1944—1945 годах.
После освобождения большей части Бельгии с октября 1944 до июня 1945 года было сформировано 57 стрелковых (пехотных) бельгийских батальонов, 4 инженерных батальона и четыре батальона разведки, а также 34 автотранспортных батальона. Большая часть стрелковых батальонов использовались в качестве гарнизонов в тылу, но 20 стрелковых батальонов были использованы в боевых действиях во время Арденнского наступления немцев, в Нидерландах, на плацдарме в Ремагене и в Чехословакии в Пльзене. 
Два бельгийских корвета и группа тральщиков участвовали в битве за Атлантику.
29 лётчиков-бельгийцев сражались против нацистской авиации в ходе Битвы за Британию. Позже некоторые из бельгийских лётчиков вошли в состав полностью бельгийских эскадрилий: 350-й, которая была сформирована в ноябре 1941 года, и 349-й, созданной в ноябре 1942. К июню 1943 года в ВВС Свободной Бельгии несли службу 400 бельгийских лётчиков.

## После освобождения Бельгии
К моменту освобождения Бельгии левые силы имели сильные позиции в движении Сопротивления и среди населения. После освобождения Бельгии, 29 сентября 1944 года в состав правительства Бельгии вошли два коммуниста (Р. Диспи и А. Марто) и один представитель «Фронта независимости» (Ф. Демани).
В этот же день, 29 сентября 1944 года командующий англо-американскими силами в Западной Европе Д. Эйзенхауэр опубликовал воззвание к бельгийскому народу, в котором высоко оценил заслуги сил Сопротивления в деле освобождения Бельгии, но отметил, что отныне им следует «сдать оружие и дожидаться указаний относительно той роли, какую они могут играть в предстоящих боях против Германии». 13 ноября 1944 года правительство Г. Пьерло потребовало от участников Сопротивления сдать оружие в срок до 18 ноября 1944 года.
16 ноября 1944 года в связи с несогласием с политикой правительства Г. Пьерло коммунисты вышли из состава правительства.
25 ноября 1944 года в Брюсселе бельгийская полиция, созданная после освобождения Бельгии при поддержке со стороны Англии и США, разогнала выстрелами демонстрацию левых сил, были ранены 34 человека.
Эти события привели к политическому кризису, который продолжался до начала немецкого наступления в Арденнах в декабре 1944 года.
После освобождения территория Бельгии обстреливалась немцами ракетами Фау-1  и Фау-2. Основной целью обстрелов был Антверпен и его порт. 16 декабря 1944 года Фау-2 упала на кинотеатр «Рекс» в Антверпене, где в тот момент находилось около тысячи человек. В результате погибло 567 человек. Падение Фау-2 на кинотеатр «Рекс» стало самым смертоносным взрывом этой ракеты за всё время Второй Мировой войны.
В феврале 1945 года правительство Г. Пьерло ушло в отставку, во главе нового правительства стал участник движения Сопротивления, социалист Ван-Акер. В состав правительства вошли два коммуниста.
За коллаборационизм и службу в СС после 1944 года трибуналы Бельгии вынесли 4170 смертных приговоров валлонским и фламандским коллаборационистам (230 из них были приведены в исполнение), несколько тысяч человек приговорены к длительным срокам тюрьмы (на 10 и более лет)